# James Peak
Pour les articles homonymes, voir Peake.
James Peak ou James Peake (c. 1730 — c. 1782) est un graveur et dessinateur britannique.

## Biographie
James Peak naît vers 1730.
Il exerce à Londres comme graveur à la manière de Thomas Vivares (d) et d'autres. Il a atteint une certaine éminence en tant que graveur de paysages, et ses œuvres sont remarquables dans l'histoire de la gravure anglaise. Elles sont pour la plupart des gravures de reproduction de tableaux de Claude Lorrain, George Smith (en), Richard Wilson, Jean Pillement et d'autres graveurs de paysages. Il a également exécuté quelques gravures fougueuses de chiens et d'autres animaux.
En 1769, l'éditeur John Boydell, au plus fort de la prospérité de son entreprise, se lance dans plusieurs projets ambitieux, dont A Collection of Prints, Engraved after the Most Capital Paintings in England (« Une collection d'estampes, gravées d'après les plus importantes peintures d'Angleterre »), de grand format (657 mm). Le neuvième et dernier volume de cette anthologie est publié en 1792, et vaut à Boydell un grand succès critique et financier.
James Peak meurt vers 1782.

## Œuvre
Principalement graveur de reproduction, il a aussi dessiné et gravé des sujets originaux, très appréciés. On connaît de lui, notamment :
- A View of Watham Abbey
- Two Landscapes, d'après Jean Pillement
- Two Views of Warwick Hall in Cumberland, and Ferry Bridge, in Yorkshire, d'après William Bellers
- A Landscape, with figures, d'après Bellers
- Morning, a Landscape, with Ruins, d'après George Smith (en)
- A Landscape, with a Waterfall; the companion, d'après George Smith
- Four Views, d'après Richard Wilson
- Banditti in a rocky Landscape, d'après Ambrogio Borgognone
- The Beggards, the companion, d'après Borgognone

Œuvres de James Peak
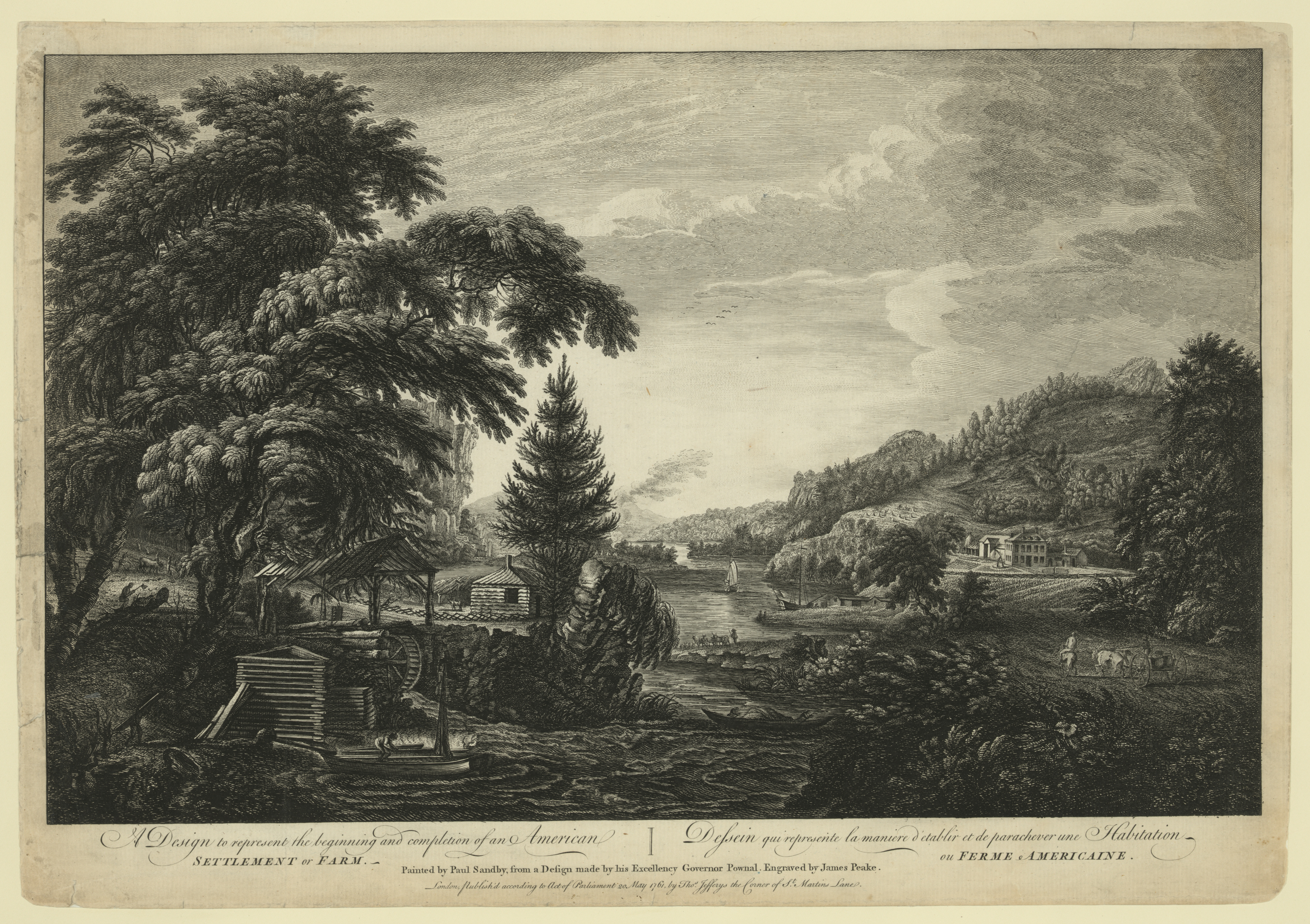
A design to represent the beginning and completion of an American settlement or farm, d'après Paul Sandby, lui-même d'après un dessin du gouverneur Thomas Pownall (en) (c. 1760, Bibliothèque du Congrès).
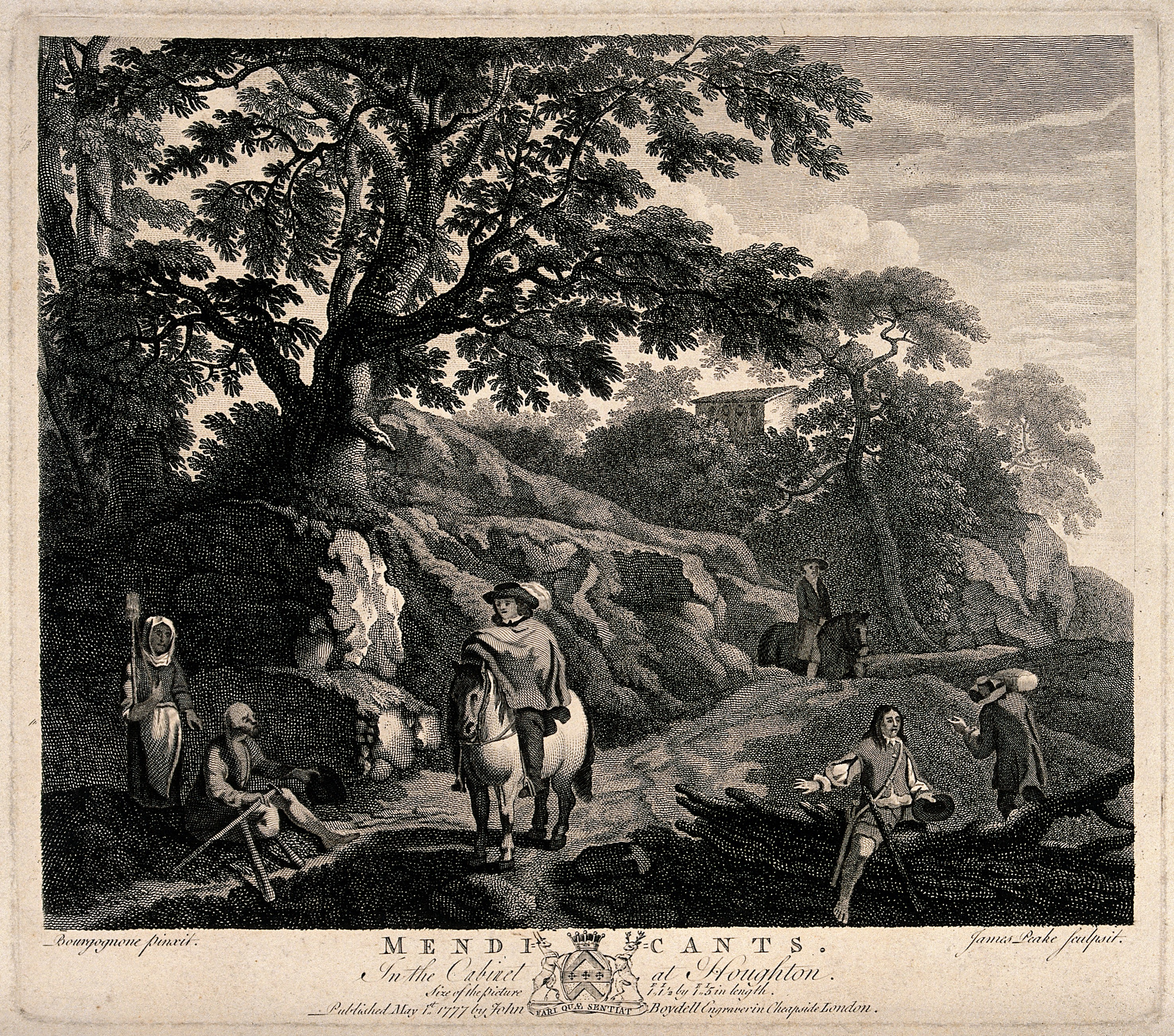
A man sitting on the side of the road is holding out his cap, d'après Ambrogio Borgognone (1777, Wellcome Collection).